# Grup de Recerca de Cerdanya
El Grup de Recerca de Cerdanya és una associació sense ànim de lucre dedicada a la divulgació científica i cultural de la comarca de la Cerdanya. Constituïda l'octubre de l'any 2008 i presidida des de llavors per Enric Quílez, actualment compta amb més d'un centenar d'associats i és una de les entitats més actives de l'àmbit pirinenc.
Entre les activitats principals que organitza l'entitat hi ha presentacions de llibres, conferències, exposicions, trobades de poesia, i les revistes Ker i Querol (científica i cultural, respectivament), entre elles el Cicle de Conferències d'Interès Pirinenc, la Nit d'Ànimes, la Setmana de la Ciència a Cerdanya, les Jornades d'Estudis Comarcals, el Festival Internacional de Cinema de Cerdanya, exposicions fotogràfiques, sortides guiades i la commemoriació de diversos dies mundials (poesia, ocells, de la dona treballadora, astronomia, meteorologia...), així com les Trobades de Poesia i Música i la recuperació del Cant de la Sibil·la a Puigcerdà.
L'entitat fou guardonada l'any 2015 amb el Premi Roser d'Or de la Vila de Puigcerdà per la seva contribució a la cultura de la Vila.